# Судакская бухта
Суда́кская бу́хта (укр. Судацька бухта, крымскотат. Sudaq körfezi, Судакъ корьфези) — бухта Чёрного моря на юго-восточном побережье Крыма, возле города Судака и Судакской долины.
Длина побережья Судакской бухты — около 6 км. Глубина до 50 м. Ограничена скалистыми обрывистыми мысами Пещерный (с запада) и Рыбачий (с востока). Мыс Алчак разделяет бухту на восточную и западную части. Западная часть бухты имеет низменный берег, здесь в Судакском бухту впадает река Судак. Пляж широкий, состоит из осадочных и вулканических пород и песка. На побережье бухты располагаются мысы Плоский, Хыс-Куле-Бурун, Алчак-Кая, Француженка; горы Коба-Кая, Сокол, Крепостная, Урманы-Усту; населённые пункты Судак и Новый Свет; Судакская крепость. В восточной части бухты выделяется бухта Судак-Лиман. Побережье бухты — район рекреации.
В начале XX века в бухте располагалось несколько якорных стоянок.